# Bahnstrecke Zwotental–Klingenthal
| Ausschnitt der Streckenkarte Sachsen von 1902 |                         |                                             |                                             |
| Streckennummer: | 6651; sä. ZK            |                                             |                                             |
| Kursbuchstrecke (DB): | 539                     |                                             |                                             |
| Kursbuchstrecke: | 142g (1934) 171n (1946) |                                             |                                             |
| Streckenlänge: | 8,811 km                |                                             |                                             |
| Spurweite: | 1435 mm (Normalspur)    |                                             |                                             |
| Maximale Neigung: | 20 ‰                    |                                             |                                             |
| Minimaler Radius: | 230 m                   |                                             |                                             |
| Streckengeschwindigkeit: | 60 km/h                 |                                             |                                             |
| |                         |                                             |                                             |
| \| \| \| von Chemnitz Hbf \| \| \| \| -0,041 \| Zwotental (ehem. Zwota) \| 673 m \| \| \| \| nach Adorf (Vogtl) \| \| \| \| 2,797 \| Zwota (11 m) \| Zwota (11 m) \| \| \| 3,439 \| Zwota-Zechenbach \| 615 m \| \| \| 5,689 \| Zwota \| 576 m \| \| \| 6,036 \| Zwotabrücke (10 m) \| Zwotabrücke (10 m) \| \| \| 7,700 \| Zwotabrücke (20 m) \| Zwotabrücke (20 m) \| \| \| 8,234 \| Klingenthal (ehem. Bf) \| 553 m \| \| \| \| Schmalspurbahn nach Sachsenberg-Georgenthal \| \| \| \| 8,587 \| Zwota (41 m) \| Zwota (41 m) \| \| \| 8,770 \| Staatsgrenze Deutschland–Tschechien \| Staatsgrenze Deutschland–Tschechien \| \| \| \| nach Sokolov \| \| |                         |                                             |                                             |
| Strecke |                         | von Chemnitz Hbf                            | von Chemnitz Hbf                            |
| Bahnhof | -0,041                  | Zwotental (ehem. Zwota)                     | 673 m                                       |
| Abzweig geradeaus und nach rechts |                         | nach Adorf (Vogtl)                          | nach Adorf (Vogtl)                          |
| Brücke über Wasserlauf | 2,797                   | Zwota (11 m)                                | Zwota (11 m)                                |
| Haltepunkt / Haltestelle | 3,439                   | Zwota-Zechenbach                            | 615 m                                       |
| Haltepunkt / Haltestelle | 5,689                   | Zwota                                       | 576 m                                       |
| Brücke | 6,036                   | Zwotabrücke (10 m)                          | Zwotabrücke (10 m)                          |
| Brücke | 7,700                   | Zwotabrücke (20 m)                          | Zwotabrücke (20 m)                          |
| Haltepunkt / Haltestelle | 8,234                   | Klingenthal (ehem. Bf)                      | 553 m                                       |
| Abzweig geradeaus und ehemals nach links |                         | Schmalspurbahn nach Sachsenberg-Georgenthal | Schmalspurbahn nach Sachsenberg-Georgenthal |
| Brücke über Wasserlauf | 8,587                   | Zwota (41 m)                                | Zwota (41 m)                                |
| Grenze | 8,770                   | Staatsgrenze Deutschland–Tschechien         | Staatsgrenze Deutschland–Tschechien         |
| Strecke |                         | nach Sokolov                                | nach Sokolov                                |

Die Bahnstrecke Zwotental–Klingenthal ist eine Nebenbahn in Sachsen, welche ursprünglich durch die private Chemnitz-Aue-Adorfer Eisenbahn-Gesellschaft errichtet wurde. Sie zweigt in Zwotental von der Bahnstrecke Chemnitz–Aue–Adorf ab und führt im Zwotatal nach Klingenthal. Dort besteht Anschluss an die einst von der Buschtěhrader Eisenbahn (BEB) erbaute Strecke nach Sokolov.

## Geschichte
Die Zweigstrecke Zwotental–Klingenthal war von der Chemnitz-Aue-Adorfer Eisenbahn-Gesellschaft gleichzeitig mit der Hauptstrecke von Chemnitz nach Aue projektiert und gebaut worden. Eröffnet wurde sie am 24. Dezember 1875.
Im Mai 1884 wurde die vormalige Hauptbahn zur Nebenbahn abgestuft.
Von vornherein war auch eine Anbindung an die am 1. Juni 1876 eröffnete Strecke Falkenau/Eger–Graslitz der Buschtěhrader Eisenbahn vorgesehen gewesen. Allerdings konnte man sich lange Zeit nicht über den Standort des Grenzbahnhofes mit Österreich einigen. Erst am 5. Mai 1884 wurde die grenzüberschreitende Verbindung mit einem Staatsvertrag besiegelt. Am 1. Oktober 1886 wurde der grenzüberschreitende Verkehr nach Graslitz aufgenommen.

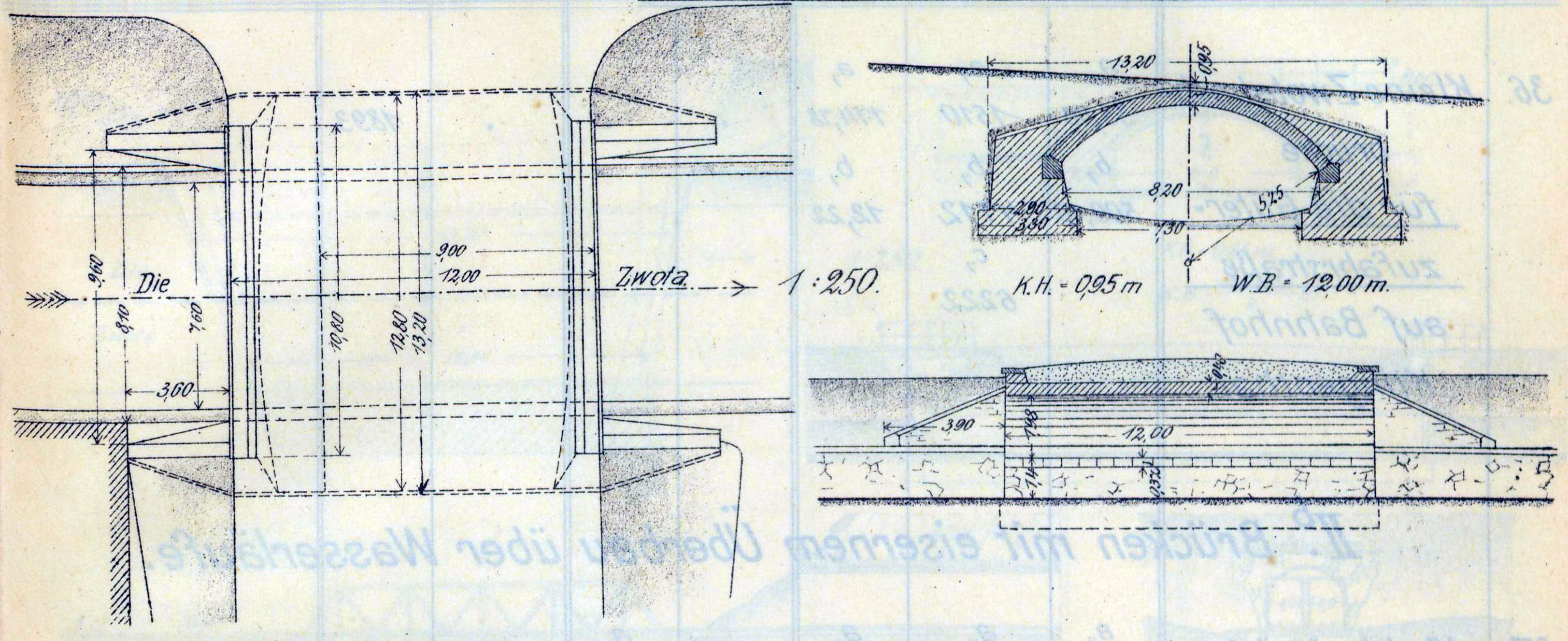
Große Zwotabachbrücke (1911)

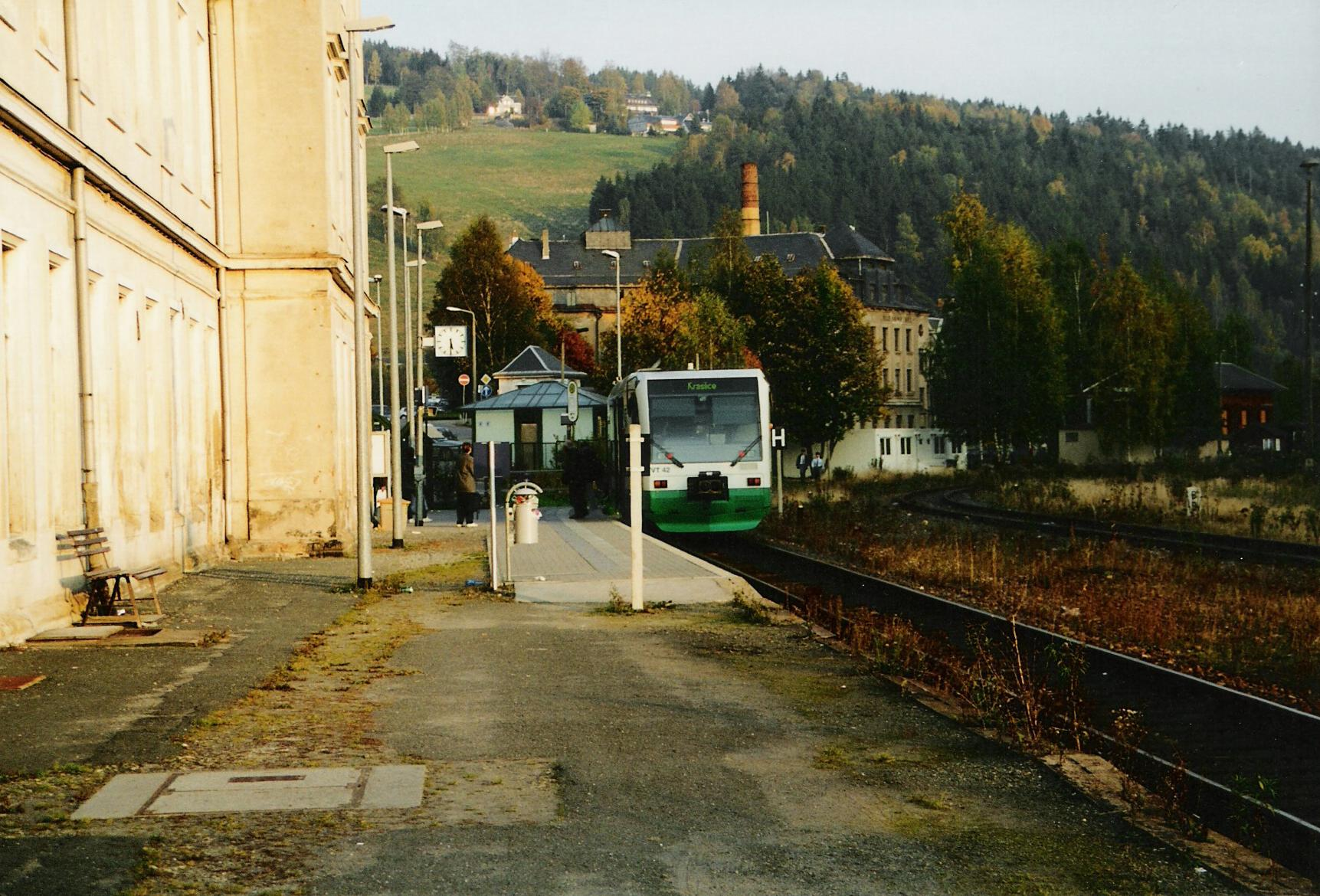
Bahnhof Klingenthal

Mit dem Ende des Zweiten Weltkrieges im Mai 1945 wurde der grenzüberschreitende Verkehr eingestellt. Später wurde das Gleis bis zur Grenze abgebaut und die Zwotabrücke in Klingenthal abgerissen.
Mitte der 1990er Jahre wurde die Strecke als Teilstück der Verbindung Zwickau–Klingenthal durch den Freistaat Sachsen als Pilotprojekt für die Revitalisierung einer stilllegungsgefährdeten Nebenbahn ausgewählt. In den Jahren 1996/97 erfolgte eine umfassende Erneuerung von Gleisen und Anlagen. Wegen zahlreicher Bahnübergänge war eine Anhebung der Höchstgeschwindigkeit allerdings nicht möglich. Der Bahnhof Klingenthal verlor bei der Sanierung nahezu alle Nebengleise und ist seitdem nur noch eine Ausweichanschlussstelle.
Seit 1997 wird die Strecke von der privaten Vogtlandbahn im Personenverkehr bedient. Güterverkehr findet seit Mitte der 1990er Jahre nicht mehr statt.
Im Frühjahr 2000 wurde der grenzüberschreitende Streckenabschnitt im Rahmen des Expo-Projektes Egronet wieder aufgebaut. Seit dem 28. Mai 2000 verkehren die Züge der Vogtlandbahn in der Relation Zwickau Zentrum–Kraslice über die Staatsgrenze.
Die tschechische VIAMONT, die jetzt GW Train Regio heißt, und die Vogtlandbahn vereinbarten eine weitreichende Kooperation im grenzüberschreitenden Verkehr. In dem Zusammenhang gelten etwa Fahrscheine der GW Train Regio bis Klingenthal, Tagestickets der Vogtlandbahn gelten durchgehend bis Sokolov bzw. Karlovy Vary. Die Vogtlandbahnzüge zwischen Kraslice bzw. Sokolov und Zwotental werden dabei von tschechischem Fahrpersonal geführt. Bei den Zügen, die von Sachsen aus ausschließlich bis Kraslice verkehren, begleitet das deutsche Personal den Zug bis Kraslice.
Zunächst mussten die Reisenden in Kraslice noch umsteigen, heute verkehren durchgehende Züge in den Relationen Zwickau Zentrum–Kraslice bzw. Sokolov oder Mehltheuer–Kraslice bzw. Sokolov.
Auf den Vogtlandbahn-Linien RB1 auf der Relation Zwickau–Falkenstein–Klingenthal–Kraslice (–Sokolov) und RB5 auf der Relation Mehltheuer–Plauen–Falkenstein–Klingenthal–Kraslice (–Sokolov–Karlovy Vary dolní nádraží) kommen bis Dezember 2019 weiterhin Triebwagen des Typs RegioSprinter zum Einsatz.
Im Dezember 2019 findet im Vogtlandbahnnetz auf den Linien RB1 und RB5 ein Fahrzeugwechsel statt. Die alten RegioSprinter der Vogtlandbahn verkehren nicht mehr im Vogtland, sondern werden modernisiert und auf den neu gewonnenen nordböhmischen Strecken eingesetzt.

## Streckenbeschreibung

### Verlauf
Ausgehend vom Bahnhof Zwotental an der Bahnstrecke Chemnitz–Aue–Adorf verläuft die Strecke nach Klingenthal südlich des Bahnhofs in Richtung Südosten, während die Strecke nach Adorf, die heute ohne regelmäßigen Schienenverkehr ist, nach Südwesten abbiegt. Die rund acht Kilometer lange Bahnstrecke nach Klingenthal verläuft komplett im Tal der Zwota. Der Bahnhof Klingenthal bildet als Grenzbahnhof den Endpunkt der Bahnstrecke. In der heute zum Haltepunkt zurückgestuften Station besteht mit der Bahnstrecke nach Sokolov (Falkenau) Anschluss an das Schienennetz der Tschechischen Republik. Weiterhin war der Bahnhof Klingenthal zwischen 1916 und 1964 Ausgangspunkt der elektrisch betriebenen Schmalspurbahn Klingenthal–Sachsenberg-Georgenthal.

### Betriebsstellen
Zwotental ⊙
Seit der Eröffnung im Jahr 1875 zunächst unter dem Namen Zwota geführt, wurde die Station 1902 in Zwota Bahnhof und 1909 schließlich in Zwotental umbenannt. Obwohl hier die Bahnstrecke nach Klingenthal von der Bahnstrecke Chemnitz–Aue–Adorf abzweigte, wurde die Station erst mit Eröffnung der Grenzverbindung Klingenthal–Untergraslitz 1886 und der Bahnstrecke Falkenstein–Muldenberg 1892 zu einem bedeutenden Verkehrsknotenpunkt.
Heute erfüllt der ehemalige Inselbahnhof zwar noch die Abzweigfunktion Richtung Klingenthal, die Gleisanlagen wurden Ende der 1990er-Jahre bis auf zwei Gleise reduziert. In diesem Bahnhof kreuzen sich planmäßig Züge der Vogtlandbahn. Daher findet hier Personalwechsel zwischen der Vogtlandbahn und GW Train Regio statt.
Zum 8. Dezember 2012 wurde der planmäßige Schienenpersonennahverkehr auf dem Abschnitt Zwotental–Adorf (Vogtl) durch den zuständigen Verkehrsverbund Vogtland abbestellt.
Seither bestand Richtung Adorf ausschließlich Sonderverkehr.

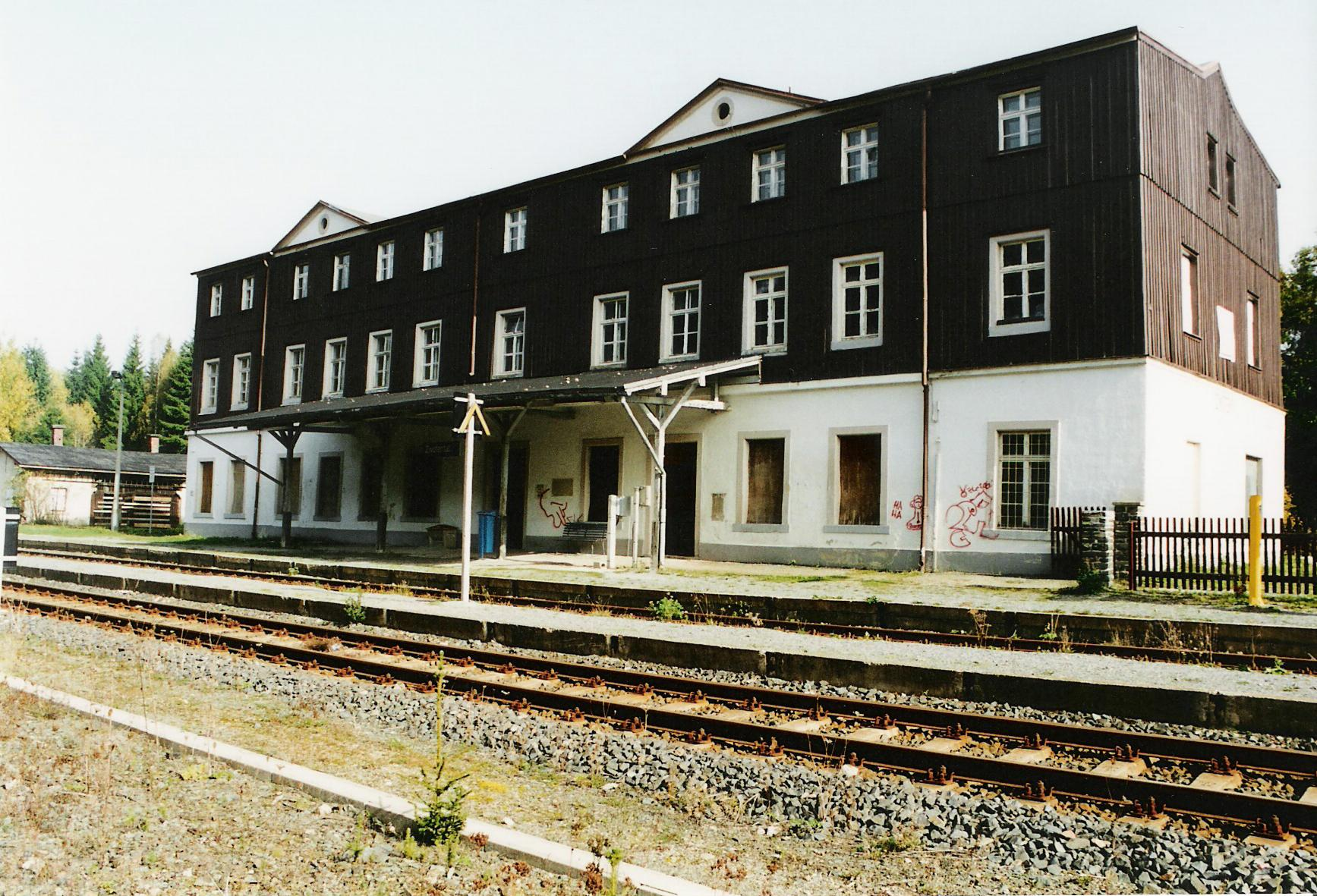
Empfangsgebäude des Bahnhofs Zwotental (2001)
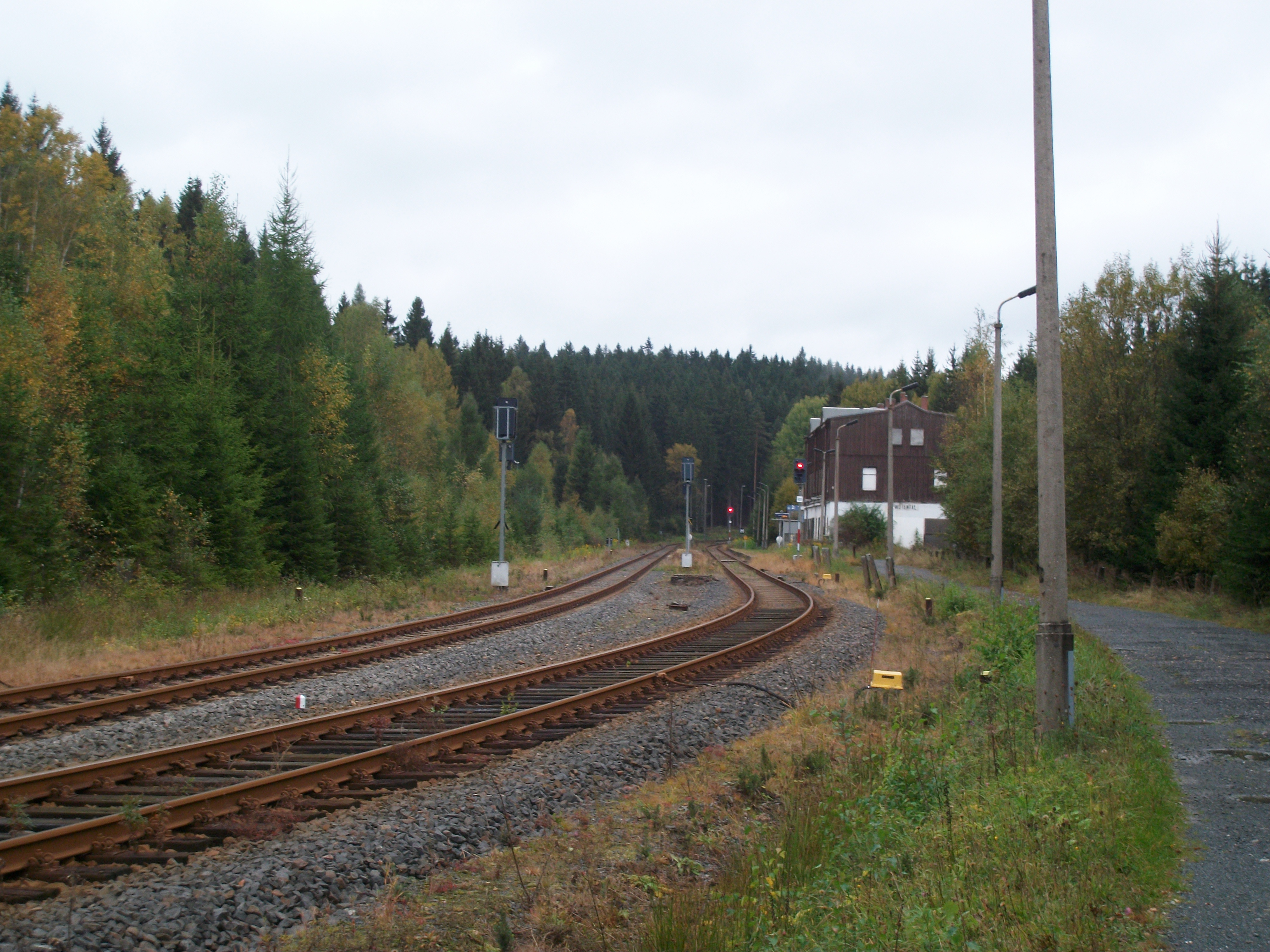
Bahnhof Zwotental (2016)
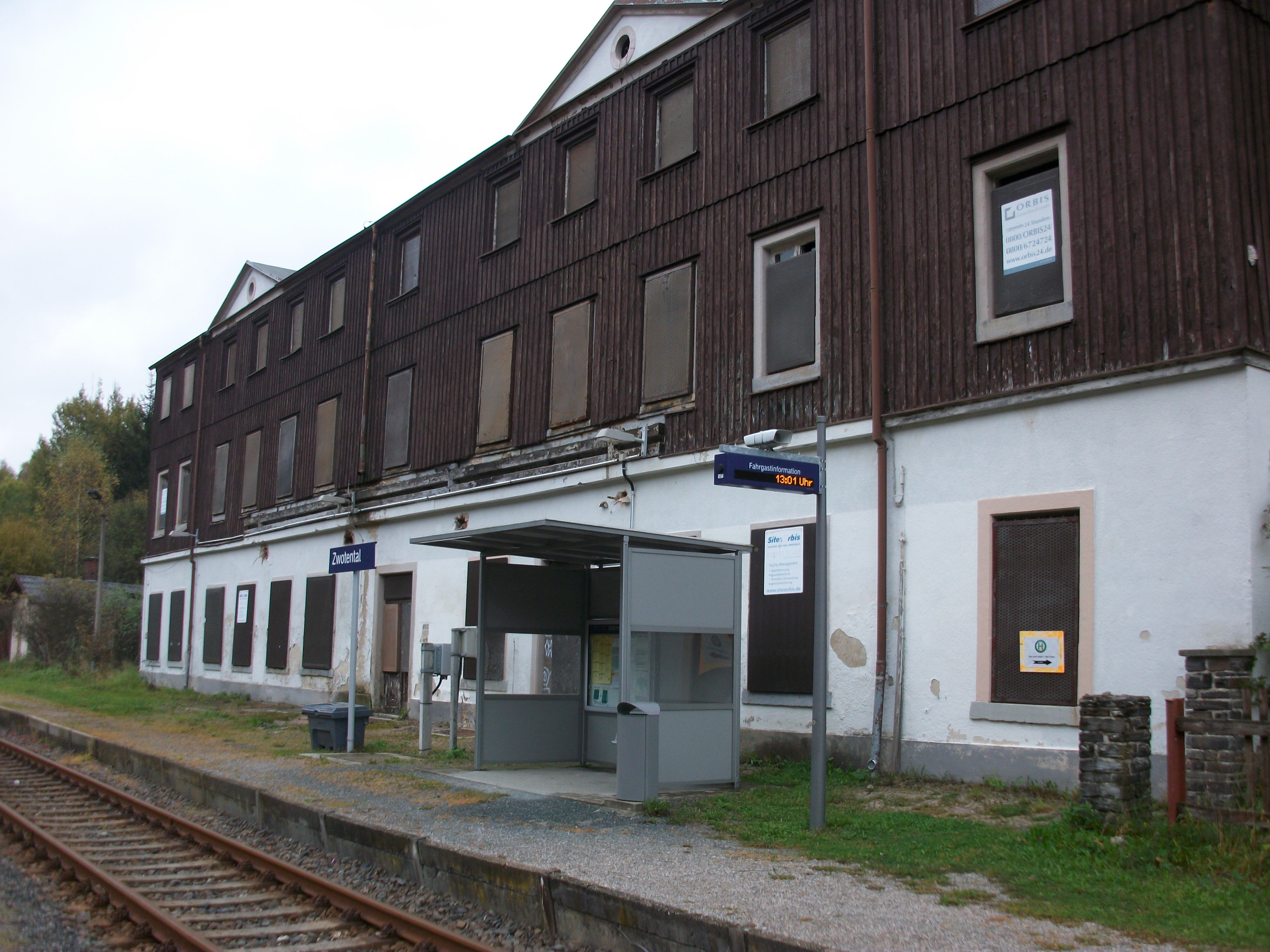
Bahnhof Zwotental, Empfangsgebäude (2016)

Zwota-Zechenbach ⊙

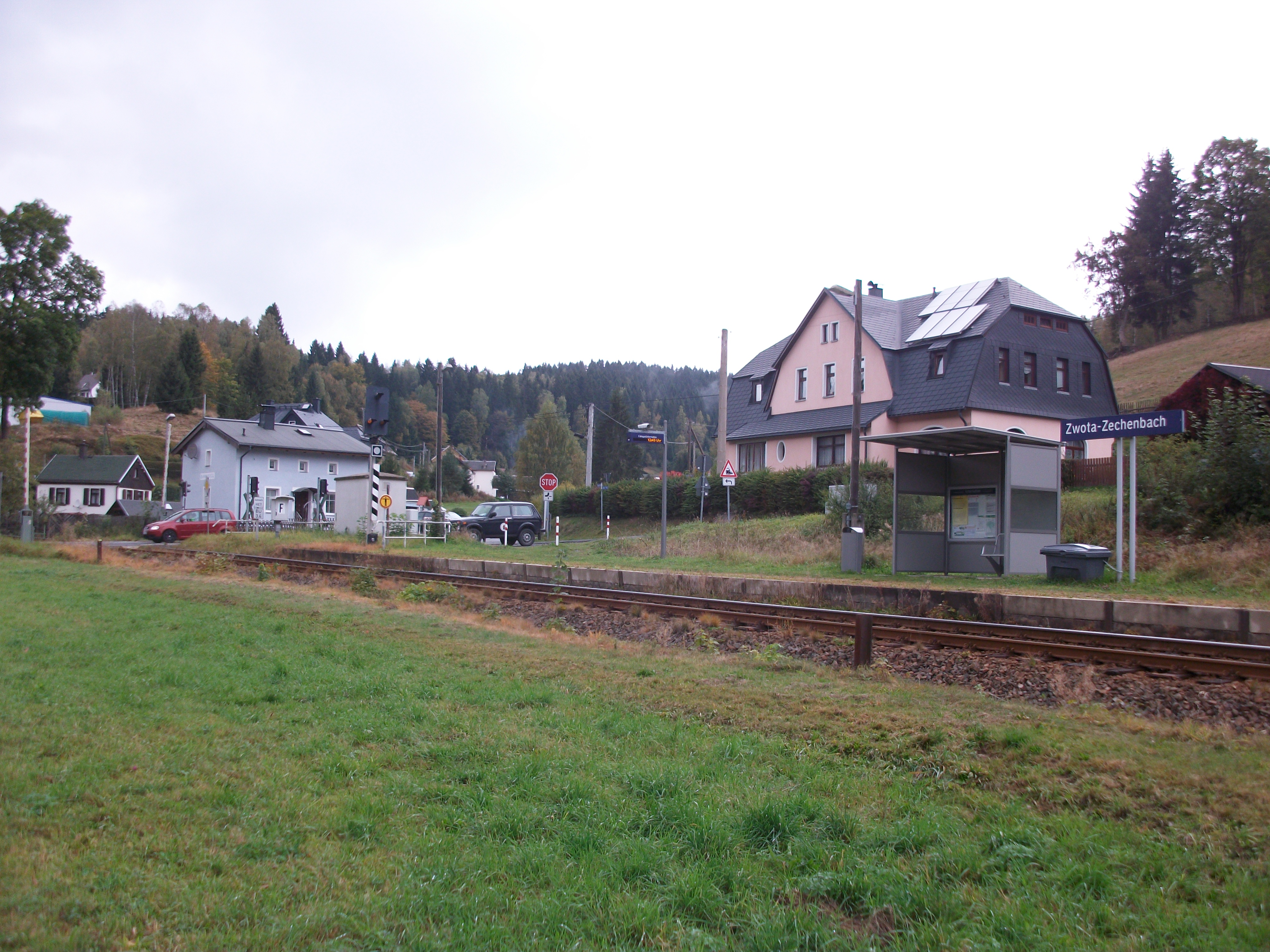
Haltepunkt Zwota-Zechenbach

Der Haltepunkt Zwota-Zechenbach wurde am 1. Mai 1909 eröffnet. Die im Jahr 1909 errichtete Wartehalle wurde 2011 abgerissen. Seitdem verfügt die Station über eine moderne Wartehalle.
Zwota ⊙

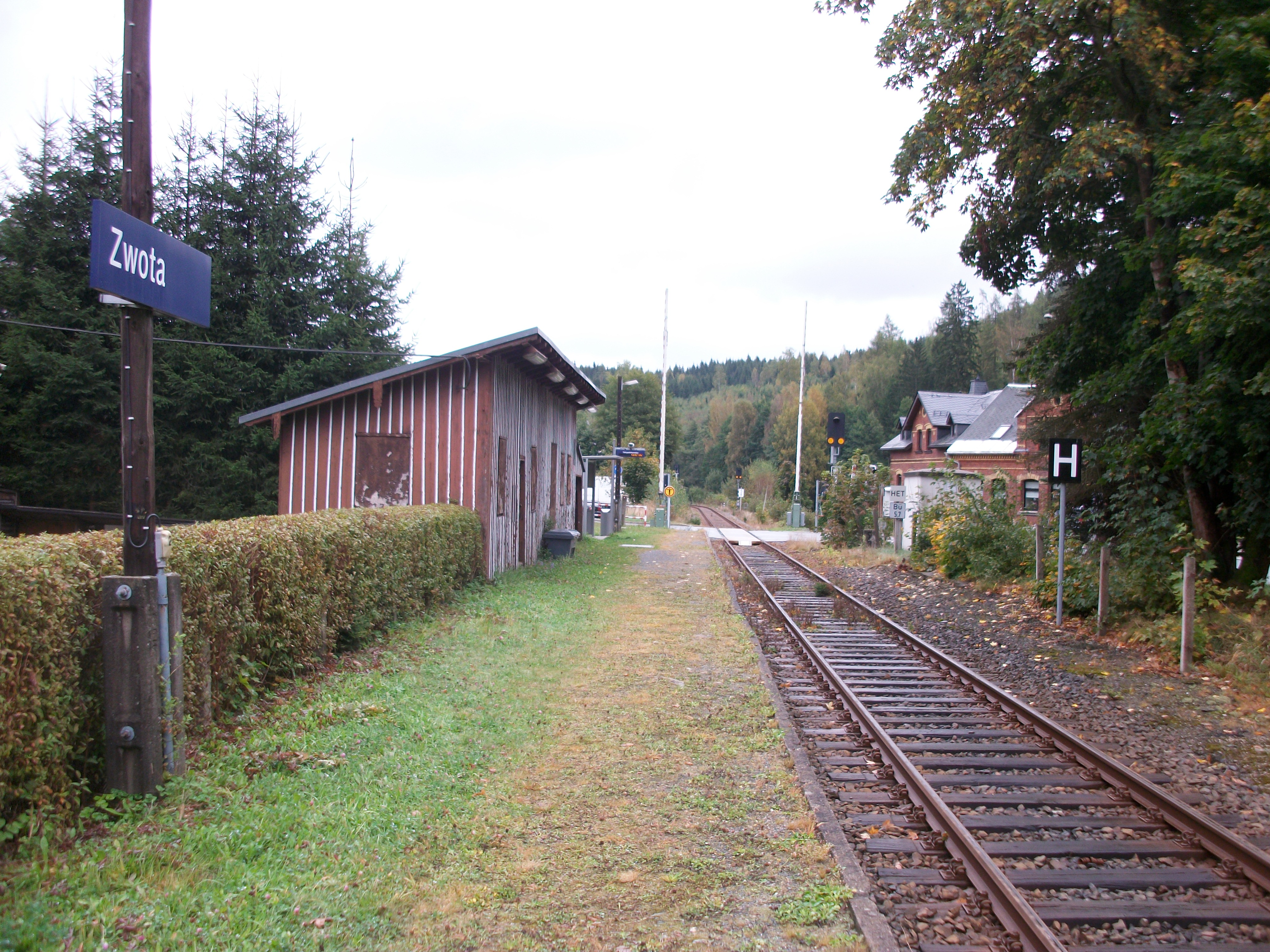
Haltepunkt Zwota

Der Haltepunkt Zwota wurde am 20. August 1880 unter dem Namen Unterzwota eröffnet. Im Jahr 1902 erfolgte die Umbenennung in Zwota Haltepunkt und 1909 in Zwota. Die hölzerne Wartehalle ist neben einer modernen Variante bis heute erhalten geblieben.
Klingenthal ⊙
Der Bahnhof Klingenthal wurde am 24. Dezember 1875 als Endpunkt der Bahnstrecke aus Zwotental eröffnet. Am 1. Oktober 1886 wurde der grenzüberschreitende Verkehr in die Stadt Falkenau (heute: Sokolov) im Böhmen aufgenommen, wodurch der neu eröffnete Bahnhof Klingenthal Grenzbahnhof wurde. Mit der Eröffnung der elektrisch betriebenen Schmalspurbahn Klingenthal–Sachsenberg-Georgenthal wurde die Station im Jahr 1916 auch Spurwechselbahnhof. Im gleichen Jahr eröffnete auch der Klingenthaler Güterbahnhof. Dort standen unter anderem zwei Rollwagengruben zum Übergang normalspuriger Güterwagen auf die Schmalspurbahn, ein Gleis zum Güterschuppen sowie eine mit einem Gleis versehene Halle für die Elektrolokomotiven zur Verfügung. Nach dem Zweiten Weltkrieg wurde der grenzüberschreitende Verkehr in Richtung Sokolov eingestellt, die Züge endeten in Klingenthal.
Der Güterbahnhof wurde 1963 außer Betrieb genommen, ein Jahr später folgte die Schmalspurbahn nach Sachsenberg-Georgenthal. Im Jahr 1967 wurde der Lokschuppen abgerissen, 2009 folgte der Güterschuppen und 2011 das Empfangsgebäude. Seit Ende der 1990er Jahre ist der Bahnhof Klingenthal nur noch als Haltepunkt kategorisiert. Er ist eine Schnittstelle zwischen Bus und Bahn. Die Station wird von der Vogtlandbahn seit dem Jahr 2000 wieder im grenzüberschreitenden Verkehr bedient. Sie verfügt über eine moderne Wartehalle.

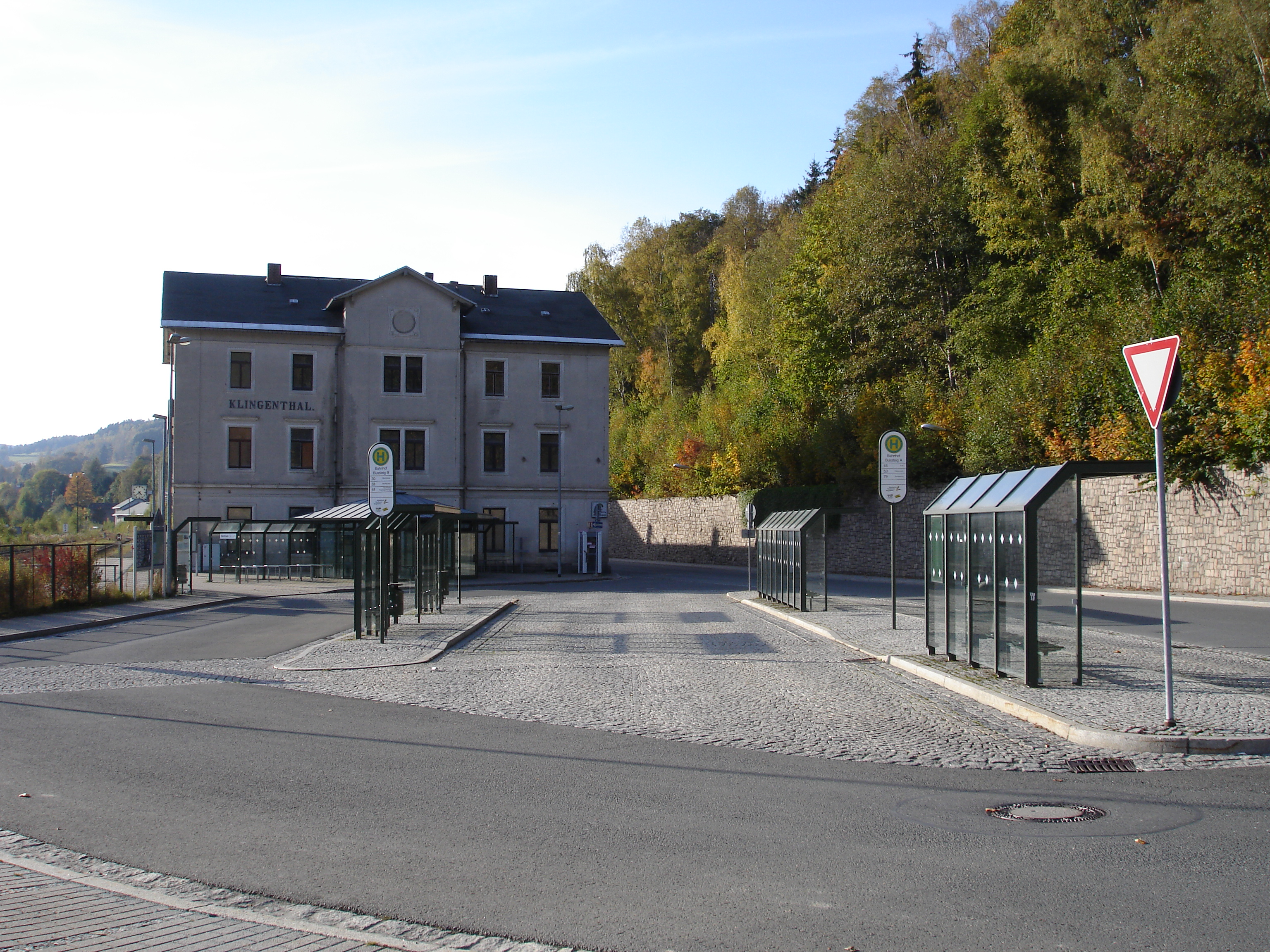
Bahnhof Klingenthal mit Oberleitungsrosetten (2009)
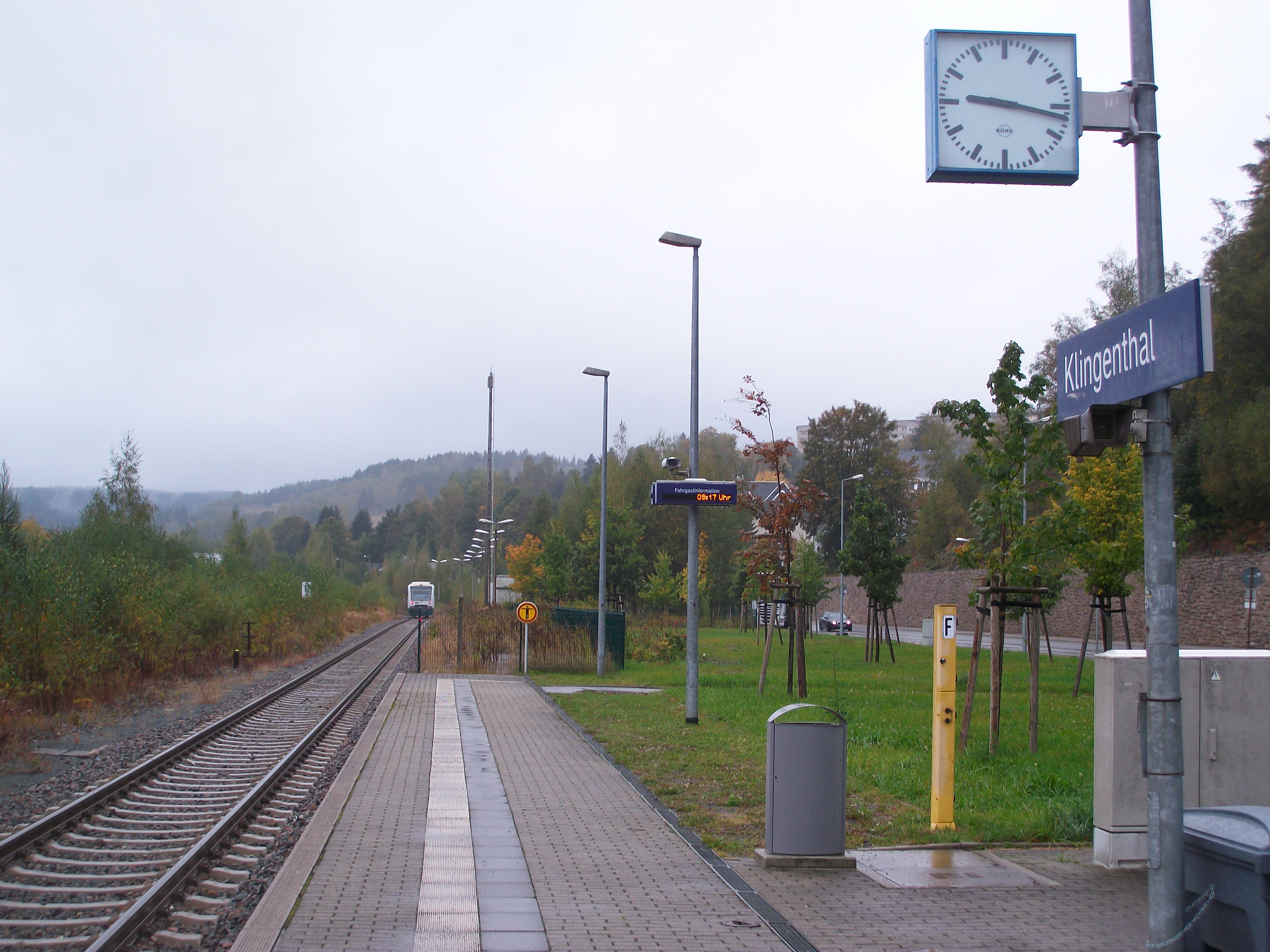
Bahnhof Klingenthal nach Abriss des Empfangsgebäudes (2016)
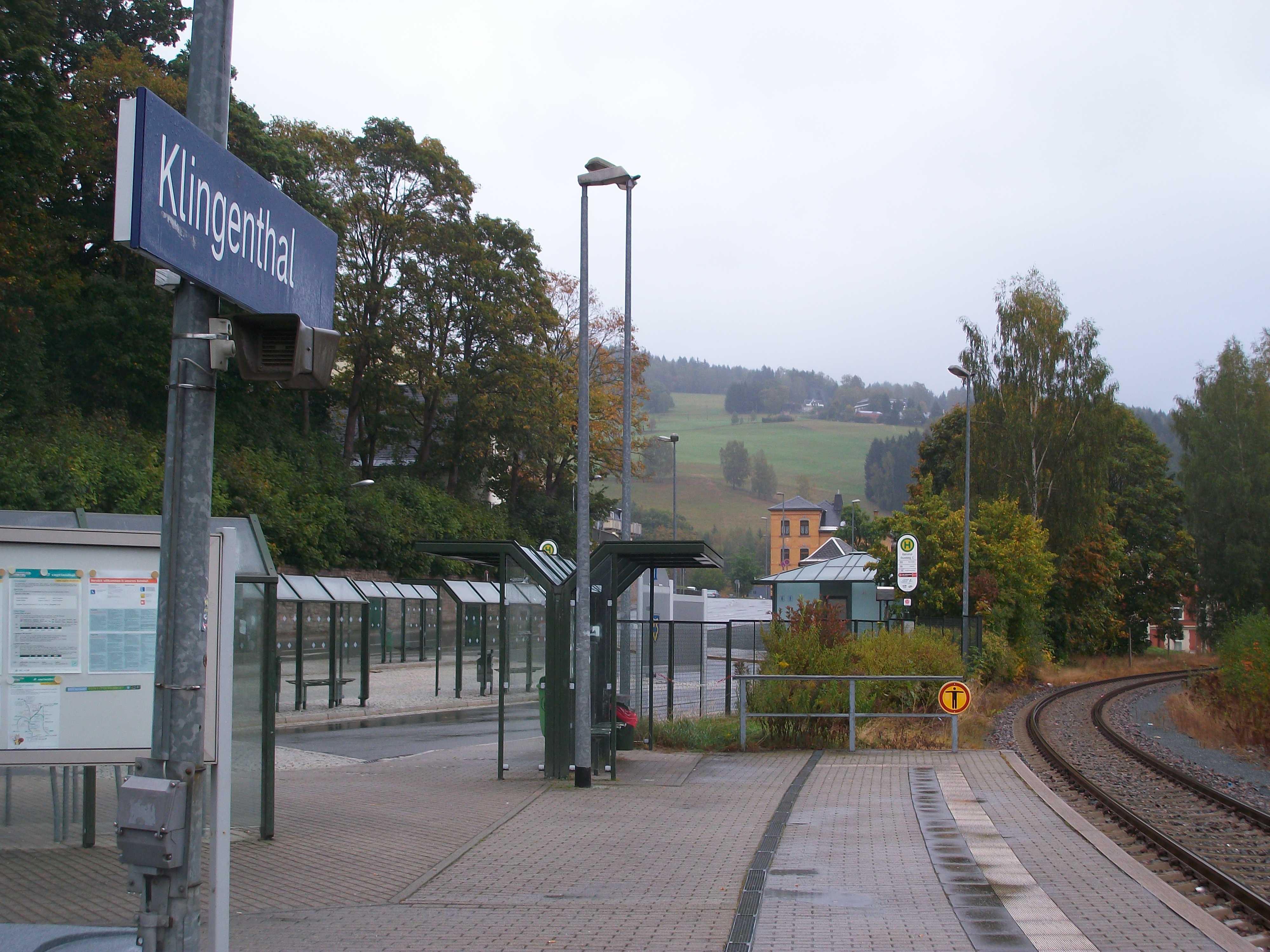
Bahnhof Klingenthal (2016)
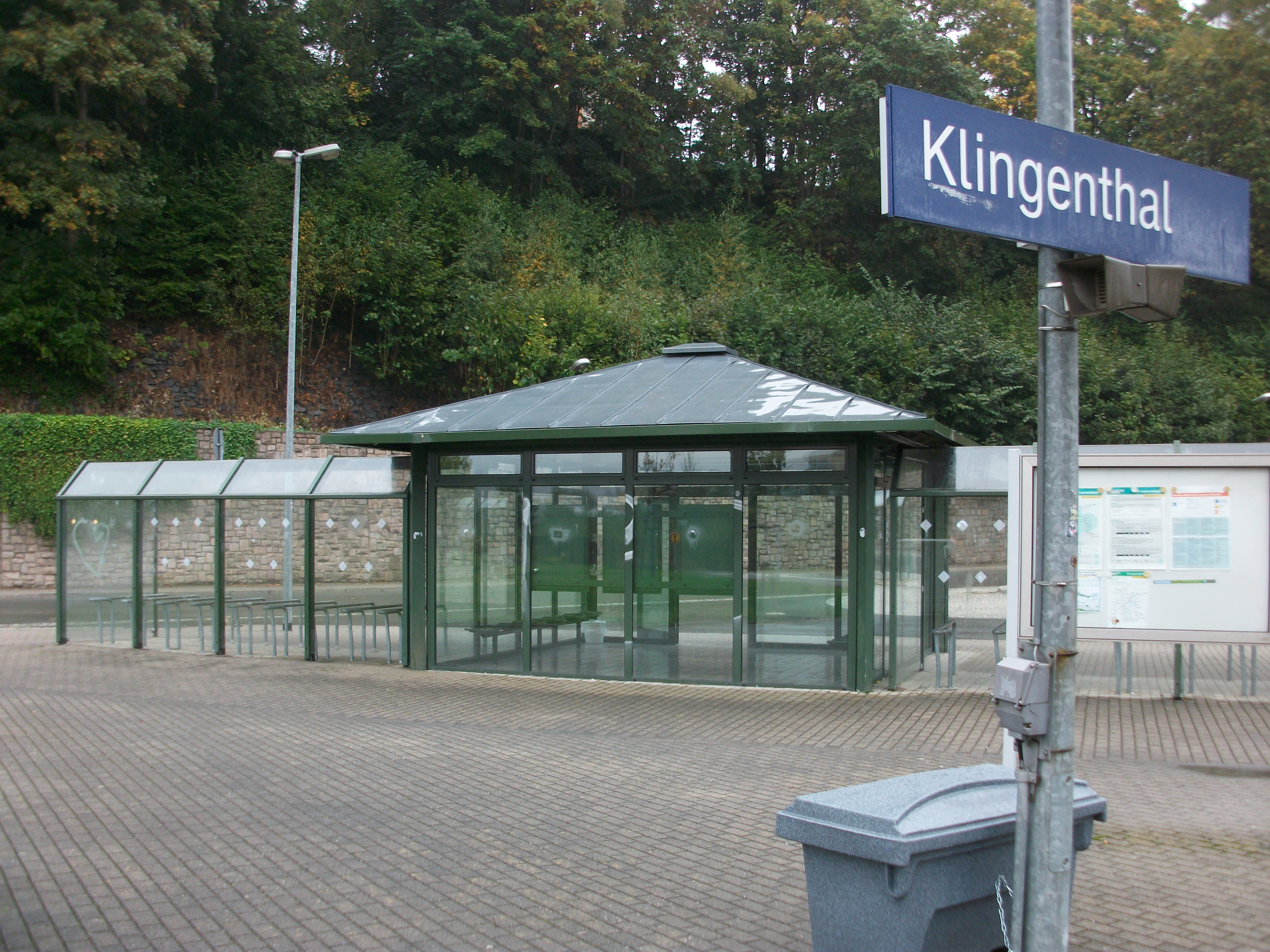
Bahnhof Klingenthal, moderne Wartehalle (2016)